# Jean-Baptiste Janson
Pour les articles homonymes, voir Janson.
Jean-Baptiste-Aimé-Joseph Janson (né le 9 mars 1742 à Valenciennes, mort le 2 septembre 1803 à Paris) est un violoncelliste et compositeur français de la période classique.

## Vie
Jean-Baptiste Janson était un élève de Martin Berteau. Il joue à treize ans au Concert Spirituel de Paris et est musicien du Prince de Conti. Il voyage à l'étranger, et ne revient à Paris qu'après le départ de Jean-Pierre Duport pour Berlin en 1773. « Surintendant de la musique de Monsieur » vers 1786, il devient professeur de basse lors de la fondation du Conservatoire de Paris le 3 août 1795. Il prend sa retraite en 1802.

## Œuvres (choix)
- Six Sonates à violoncelle et basse Op. 1 (Paris, 1765)
- Six Sonates à violoncelle et basse Op. 2 (Paris, La Chevadière, 1768)
- Trois Concertos à violoncelle et basse (Op. 3)
- Six Sonates pour le violoncelle et la basse Op. 4 (1774)
- Six Trios pour 2 violons et violoncelle obligé Op. 5 (1777)
- Six Concertos pour le violoncelle à grand orchestre Op. 6 (1780)
- Six Quatuors concertans pour 2 violons, alto et violoncelle Op.7
- Trois Quatuors concertans pour 2 violons, alto et violoncelle Op.8 (1784)
- Trois Symphonies à grand orchestre (Paris, Leduc, 1785)
- Messe Solemnelle d'action de grâce (1789)
- Te Deum (1789)
- Six Nouveaux Concertos à grand orchestre pour le violoncelle op.15 (1799) [1]

## Source
1. ↑  Fétis : Biographie universelle des musiciens et bibliographie générale de la musique (1866)